# Tokugawa Ienari
Tokugawa Ienari (徳川 家斉 (Đức Xuyên Gia Tề)  18 tháng 11 năm 1773 – 22 tháng 3 năm 1841) là vị Tướng Quân thứ 11 của Mạc phủ Tokugawa tại Nhật Bản, ông cũng là vị Tướng Quân nắm quyền lâu nhất (từ 1787 đến 1837).

## Tiểu sử
Năm 1778, Hitotsubashi Toyochiyo, một thành viên mới 4 tuổi thuộc thứ bậc thấp trong gia tộc Tokugawa, đã đính hôn với Shimazu no Shige-hime (hay Tadako-hime), người con gái 4 tuổi của Shimazu Shigehide, Daimyō Tozama (Ngoại dạng đại danh) của phiên Satsuma trên hòn đảo lớn Kyūshū. Ý nghĩa của việc này là nhằm giúp sự liên kết giữa hai bên được tăng cường và năm 1781, Hitotsubashi Toyochiyo đã được Tướng Quân Tokugawa Ieharu nhận làm con nuôi do ông không có con ruột. Việc này giúp cho Hitotsubashi Toyochiyo trở thành Tướng Quân Ienari vào năm 1786, Shimazu Shigehide khi đó cũng trở thành nhạc phụ của Tướng Quân. Hỗn lễ hoàn thành vào năm 1789, sau đó Tadako chính thức trở thành Ngự đài sở Sadako, tức người vợ cả Sadako. Lễ tấn phong chính thức được Hội đồng gia tộc Tokugawa chấp thuận, và gia tộc Konoe đồng thuận khai trừ cô song đây chỉ đơn giản là vấn đề thủ tục.

## Hậu duệ
Tokugawa Ienari được người đời biết đến là một Tướng Quân thoái hóa khi trong hậu cung của ông có đến 900 phụ nữ và ông đã trở thành cha của trên 75 đứa trẻ. Trong số những người con của Ienari trở thành các Daimyo tại các phiên khác nhau trên khắp Nhật Bản, và một số đã đóng vai trò quan trọng trong thời kỳ lịch sử Bakumatsu và chiến tranh Boshin. Một số người nổi bật trong số họ là: Hachisuka Narihiro (phiên Tokushima), Matsudaira Naritami (phiên Tsuyama), Tokugawa Narikatsu (ban đầu thuộc ngự tam khanh, sau thuộc phiên Wakayama), Matsudaira Narisawa (phiên Fukui).

## Các sự kiện trong những năm cai trị
- 1787 (năm Thiên Minh thứ 7): Ienari trở thành Tướng Quân thứ 11 của chế độ Mạc phủ Tokugawa.[1]
- 1788 (năm Thiên Minh thứ 8): Các cuộc nổi loạn diễn ra tại các hiệu buôn gạo tại Edo và Osaka.
- 6–11 tháng 3 năm 1788 (29 tháng 1 đến 4 tháng 2 năm Thiên Minh thứ 8): Đại hỏa hoạn tại Kyoto. Lửa cháy trong thành bắt đầu từ 3 sáng (giờ Dần) ngày 6 tháng 3), sau đó tiếp tục lan rộng một cách không thể kiểm soát cho đến ngày thứ nhất 1 của tháng 2 (8 tháng 3); và than của vụ cháy vẫn còn âm ỉ cho đến khi bị một cơn mưa lớn đập tắt vào ngày thứ tư của tháng thứ 2 (11/3). Thiên Hoàng cùng các thành viên hoàng tộc đã thoát khỏi hỏa hoạn song Hoàng cung đã bị tàn phá. Không có một hành động tái xây dựng nào trong thành được cho phép cho đến khi Hoàng cung mới hoàn tất."[5]
- 28 tháng 2 năm 1793 (ngày 18 tháng 1 năm Khoan Chính thứ 5): Một vòm dung nhan của núi Unzen bị sụp.[6]
- 17 tháng 3 năm 1793 (ngày 6 tháng 2 năm Khoan Chính thứ 5)<: Núi lửa Biwas-no-kubi phun trào[6]
- 15 tháng 4 năm 1793 (ngày 1 tháng 3 năm Khoan Chính thứ 5): Động đất Shimabara.[7]
- 10 tháng 5 năm 1793 (ngày 1 tháng 4 năm Khoan Chính thứ 5): Núi lửa Miyama phun trào.[6]
- Tháng 9 năm 1817, Tướng Quân ra lệnh trục xuất Titia Bergsma, người phụ nữ châu Âu đầu tiên đến Nhật Bản.
- 1837 (năm Thiên Bảo thứ 7): Tokugawa Ieyoshi trở thành Tướng Quân thứ 12 của chế độ Mạc phủ Tokugawa.[1]

Thời kỳ cai trị của ông được sử sách ghi lại là ham mê tửu sắc và tham nhũng kết thúc với nạn đói Thiên Bảo thảm khốc trong thời kỳ 1832-1837 khiến hàng nghìn người chết đói.

## Niên đại
Những năm Ienari làm Tướng Quân có hơn một niên đại (nengō).
- Tenmei (天明, Thien Minh) (1781–1789)
- Kansei (寛政, Khoan Chính) (1789–1801)
- Kyōwa (享和, Hưởng Hòa) (1801–1804)
- Bunka (文化, Văn Hóa) (1804–1818)
- Bunsei (文政, Văn Chính) (1818–1830)
- Tenpō (天保, Thiên Bảo) (1830–1844)